# マリアナ・フアレス
マリアナ・フアレス（Mariana Juárez、1980年1月29日 - ）は、メキシコの女子プロボクサー。本名はマリア・アナスタシア・フアレス・トレホ（Maria Anastasia Juárez Trejo）。トラスカラ州サンタ・ウルスラ・シマテペク出身。元WBC女子世界フライ級・バンタム級2階級王者。妹のルーデス・フアレスもWBC女子世界スーパーフライ級王座を獲得している

## 来歴
1998年5月22日、メキシコシティでビルヒニア・エスパルザと対戦し、2回KO勝ちを収めデビュー戦を白星で飾った。
1998年12月21日、サン・マテオ・アテンコでこの試合がデビュー戦となるマリアナ・デュランと対戦し、2戦目にしてプロ初黒星となる2回TKO負けを喫した。
1999年7月3日、アレナ・メヒコでこの試合がデビュー戦となるアナ・マリア・トーレスと対戦し、デュラン戦に続き2連敗となる1-2の判定負けを喫した。
1999年12月11日、アレナ・メヒコでアナ・マリア・トーレスと対戦し、1-1の判定で引き分けた為5ヵ月ぶりの再戦で雪辱を果たせなかった。
2002年6月26日、メキシコシティでアナ・マリア・トーレスとメキシコ女子バンタム級王座決定戦を行い、0-3の判定負けを喫し王座獲得に失敗、3度目の対戦でも雪辱を果たせなかった。
2004年11月14日、龍仁市で李仁栄とIFBA世界スーパーフライ級王座決定戦を行い、2-1の判定勝ちを収め王座獲得に成功した。
2005年3月30日、瀋陽で柳明玉と対戦し、10回TKO負けを喫しIFBA世界スーパーフライ級王座の初防衛に失敗、王座から陥落した。
2005年7月28日、アコマ・プエブロでモニカ・ロバートとIBA女子世界スーパーフライ級王座決定戦を行い、1-2の判定負けを喫し王座獲得に失敗した。
2008年7月17日、メキシコシティでサンドラ・ヘルナンデスの持つメキシコ女子フライ級王座に挑戦し、10回1分54秒TKO勝ちを収め王座獲得に成功した。
2008年9月27日、アレナ・メヒコでスザンナ・ワーナーとWBC女子インターナショナルフライ級王座決定戦を行い、3-0の判定勝ちを収め王座獲得に成功した。
2008年11月29日、アレナ・メヒコでエスメラルダ・モレノと対戦し、3-0の判定勝ちを収めWBC女子インターナショナルフライ級王座の初防衛に成功した。
2009年6月5日、サポパンでイルマ・サンチェスとWBC女子世界フライ級暫定王座決定戦を行い、3-0の判定勝ちを収め王座を獲得した。
2009年7月25日、ティフアナでカロリーナ・アルバレスと対戦し、8回TKO勝ちを収めWBC女子世界フライ級暫定王座の初防衛に成功した。
2009年9月12日、エンセナーダでスザンナ・バスケスと対戦し、7回1分0秒TKO勝ちを収めWBC女子世界フライ級暫定王座の2度目の防衛に成功した。
2009年12月12日、テピクでアナヒ・トーレスと対戦し、3-0の判定勝ちを収めWBC女子世界フライ級暫定王座の3度目の防衛に成功した。
2010年3月6日、ロサリトでアビゲイル・ビラーと対戦し、3-0の判定勝ちを収めWBC女子世界フライ級暫定王座の4度目の防衛に成功した。
2010年8月14日、グアサベでダイアナ・ゴンザレスと対戦し、5回2分35秒KO勝ちを収めWBC女子世界フライ級暫定王座の5度目の防衛に成功した。
2010年11月20日、モンテレー・アリーナでマリベル・ラミレスと対戦し、8回41秒KO勝ちを収めWBC女子世界フライ級暫定王座の6度目の防衛に成功した。
2011年3月11日、メキシコシティで正規王者のシモーナ・ガラッシとWBC女子世界フライ級王座統一戦を行い、3-0の判定勝ちを収め王座統一に成功、WBCから正規王座に認定された。（記録上はWBC女子世界フライ級暫定王座の7度目の防衛。）
2011年5月21日、モレリアでガブリエラ・ブービエと対戦し、7回1分58秒KO勝ちを収めWBC女子世界フライ級王座の8度目の防衛に成功した。
2011年8月27日、トラスカラ州ウアマントゥラでWBC女子世界フライ級4位の四ヶ所麻美（フラッシュ赤羽）と対戦し、3-0の判定勝ちを収めWBC女子世界フライ級王座の9度目の防衛に成功した。
2011年10月15日、トラスカラ州カルプラルパンでガブリエラ・ブービエと対戦し、4回12秒TKO勝ちを収めWBC女子世界フライ級王座の10度目の防衛に成功した。
2011年12月10日、プラヤ・デル・カルメンでダイアナ・ゴンザレスと対戦し、10回判定勝ちを収め1年4ヵ月ぶりの再戦を制しWBC女子世界フライ級王座の11度目の防衛に成功した。
2012年2月25日、アレナ・メヒコでWIBA世界ライトフライ級王者アナスタシア・トクタロヴァと対戦し、4回2分0秒、トクタロヴァの棄権によりWBC女子世界フライ級王座の12度目の防衛に成功した。
2012年5月12日、メキシコシティでWBA女子世界フライ級暫定王者アレリー・ムシーニョと対戦し、2-1の判定勝ちを収めWBC女子世界フライ級王座の13度目の防衛に成功した。
2012年7月14日、シチズン・ビジネス・バンク・アリーナで真道ゴーと対戦し、2-1の判定勝ちを収めWBC女子世界フライ級王座の14度目の防衛に成功した。
2012年10月13日、IBF女子世界フライ級王者アバ・ナイトとWBC女子世界フライ級ダイヤモンド王座決定戦を行い、0-3の判定負けを喫し王座獲得に失敗した。この試合はナイトが勝てばWBC女子世界フライ級王座が空位となる条件で行われた為、WBC女子世界フライ級王座は空位となった。
2012年12月15日、グアダラハラで元WBA女子世界スーパーフライ級王者天海ツナミと対戦し、3-0の判定勝ちを収め再起に成功した。
2013年4月20日、アレナ・メヒコで東郷理代とWBC女子インターナショナルスーパーフライ級王座決定戦を行い、初回1分58秒TKO負けを喫した。
2013年7月13日、レオンで東郷理代と対戦し、3-0の判定勝ちを収め3ヵ月ぶりの再戦で雪辱を果たすと共にWBC女子インターナショナルスーパーフライ級王座の獲得に成功した。
2013年10月12日、プエルト・バヤルタでブアゲオ・ワンソンチャイジムと対戦し、3-0の判定勝ちを収めWBC女子インターナショナルスーパーフライ級王座の初防衛に成功した。
2014年2月22日、プエブラでメリッサ・マックモローと対戦し、3-0の判定勝ちを収めWBC女子インターナショナルスーパーフライ級王座の2度目の防衛に成功した。
2014年9月6日、プエブラでカーラ・ロミーナ・ウェイスと対戦し、4回1秒、ウェイスの棄権によりWBC女子インターナショナルスーパーフライ級王座の3度目の防衛に成功した。
2015年3月14日、メヒコ州ナウカルパンでWBA女子世界スーパーフライ級王者藤岡奈穂子と対戦し、1-2（96-94、93-98、93-97）の判定負けを喫した。
2017年4月1日、メキシコシティでWBC女子世界バンタム級王者キャサリン・フィリと対戦し、10回判定勝ちで王座獲得及び2階級制覇に成功した。
2017年7月8日、サポパンでぬきてるみとWBC女子世界バンタム級王座の防衛戦を行い、10回判定勝ちで王座の初防衛に成功した。
2020年10月31日、10度目の防衛戦としてユリアン・ルナと対戦するが、0-3判定で敗れ王座陥落。

## 獲得タイトル
- IFBA世界スーパーフライ級王座
- メキシコ女子フライ級王座
- WBC女子インターナショナルフライ級王座
- WBC女子世界フライ級暫定王座（防衛7）
- 第3代WBC女子世界フライ級王座（防衛7）
- WBC女子インターナショナルスーパーフライ級王座
- 第10代WBC女子世界バンタム級王座（防衛9）